# Metsähallitus
Metsähallitus – fińskie przedsiębiorstwo państwowe zajmujące się zarządzaniem, monitorowaniem i promowaniem fińskiego leśnictwa, a także zarządzaniem obszarami chronionymi, w tym wszystkimi parkami narodowymi.

## Historia
Historia państwowej gospodarki leśnej na terenie Finlandii związana jest z państwową własnością ziemi – w 1542 król Gustaw I Waza ogłosił wszystkie niezamieszkane obszary dzikiej przyrody w swoim królestwie, które obejmowało wówczas tereny obecnej Finlandii, jako należące do Boga, Króla i Korony, co zapoczątkowało państwową własność ziemi . 
W lasach pozyskiwano drewno do produkcji dziegciu, który sprzedawano za granicą . Na początku XIX w., wraz z rosnącym popytem przemysłu, coraz więcej drewna przerabiały tartaki . Zużycie było tak ogromne, że w połowie XIX w. władze zaczęły obawiać się, że lasy zostaną doszczętnie wycięte . W 1851 roku uchwalono prawo leśne i ustanowiono tymczasową krajową radę ds. geodezji i gospodarki leśnej, której zadaniem było zarządzenie ziemią państwową . W 1859 roku car Aleksander II podpisał deklarację o powołaniu do życia instytucji ds. gospodarki leśnej – Metsähallitus, która miała zarządzać ziemią państwową i monitorować gospodarkę na prywatnych obszarach leśnych . 
W 1921 roku Metsähallitus uzyskało status centralnej agencji nadzorowanej przez Ministerstwo Rolnictwa i Leśnictwa . Od tego czasu jego głównym zadaniem jest zarządzanie, monitorowanie i promowanie fińskiego leśnictwa . 
Metsähallitus sprzedawało drewno dla tartaków, pod podkłady kolejowe, a także drewno opałowe . Prowadziło także własne tartaki, które w 1932 roku zostały przekazane przedsiębiorstwu Veitsiluoto Oy, w którym państwo posiadało większość udziałów . W latach 30. XX w. przemysł leśny zaczął się stopniowo przestawiać na produkcję papieru i tektury . Zaczęto także prowadzić regenerację obszarów ścinki przez sadzenie i przesadzanie drzew . By poszerzyć obszar lasów, w latach 60. i 70. XX w. przeprowadzono masowe osuszanie torfowisk .
Podczas II wojny światowej Metsähallitus produkowało również węgiel drzewny i drewno opałowe dla pojazdów napędzanych gazem drzewnym . Po wojnie wycięło wielkie obszary lasów, by z przychodów ze sprzedaży drewna państwo mogło zapłacić reparacje wojenne i wynagrodzenia dla powracających z wojny żołnierzy . 
W latach 60. i 70. XX w. skupiono się m.in. na zwiększaniu wydajności produkcji drewna i poprawie drzewostanu . Produkcja została zmechanizowana – zaczęto stosować piły mechaniczne . W latach 80. XX w. wprowadzono kombajny zrębowe, które w 2003 roku były używane przy ok. 95% prac wycinki . 
W latach 80. XX w. wywiązała się szeroka debata publiczna na temat stanu lasów i ochrony przyrody, co wpłynęło na zmianę polityki leśnej w latach 90., która zaczęła koncentrować się na prowadzeniu gospodarki zrównoważonej . 
Od 1983 roku samo Metsähallitus zajmuje się zarządzaniem obszarami chronionymi pod nadzorem Ministerstwa Środowiska . Zarządza ponad 500 obszarami objętymi ustawowo ochroną o łącznej powierzchni ok. 17 000 km² , w tym wszystkimi 40 parkami narodowymi Finlandii .
W 1994 roku Metsähallitus zostało przekształcone w przedsiębiorstwo państwowe .

## Struktura
Metsähallitus jest przedsiębiorstwem państwowym, które prowadzi zarówno działalność gospodarczą jak i usługi administracji publicznej w zakresie zarządzania obszarami chronionymi . 
Działalnością gospodarczą zajmują się spółki : 
- Metsähallitus Metsätalous Oy – założona w 2016 roku, przynosi ok. 85% wszystkich zysków dzięki produkcji drewna na potrzeby przemysłu
- Metsähallitus Kiinteistökehitys – zajmuje się planowaniem przestrzennym, sprzedażą działek
- Siemen Forelia Oy – zajmuje się sprzedażą nasion i sadzonek drzew
- MH-Kivi Oy – zajmuje się sprzedażą ziemi ogrodniczej i leasingiem miejsc do jej pozyskiwania

Zarządzaniem obszarami chronionymi zajmuje się :
- Metsähallituksen Luontopalvelut